# Silk Way Airlines

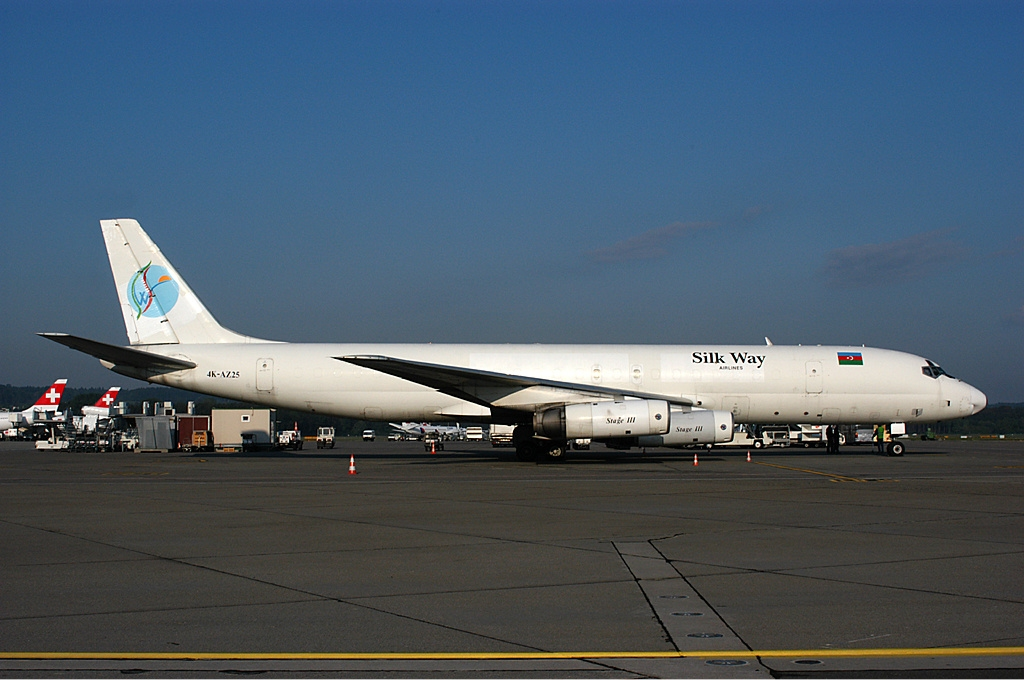
Un Douglas DC-8 di Silk Way all'aeroporto di Zurigo nel 2003.

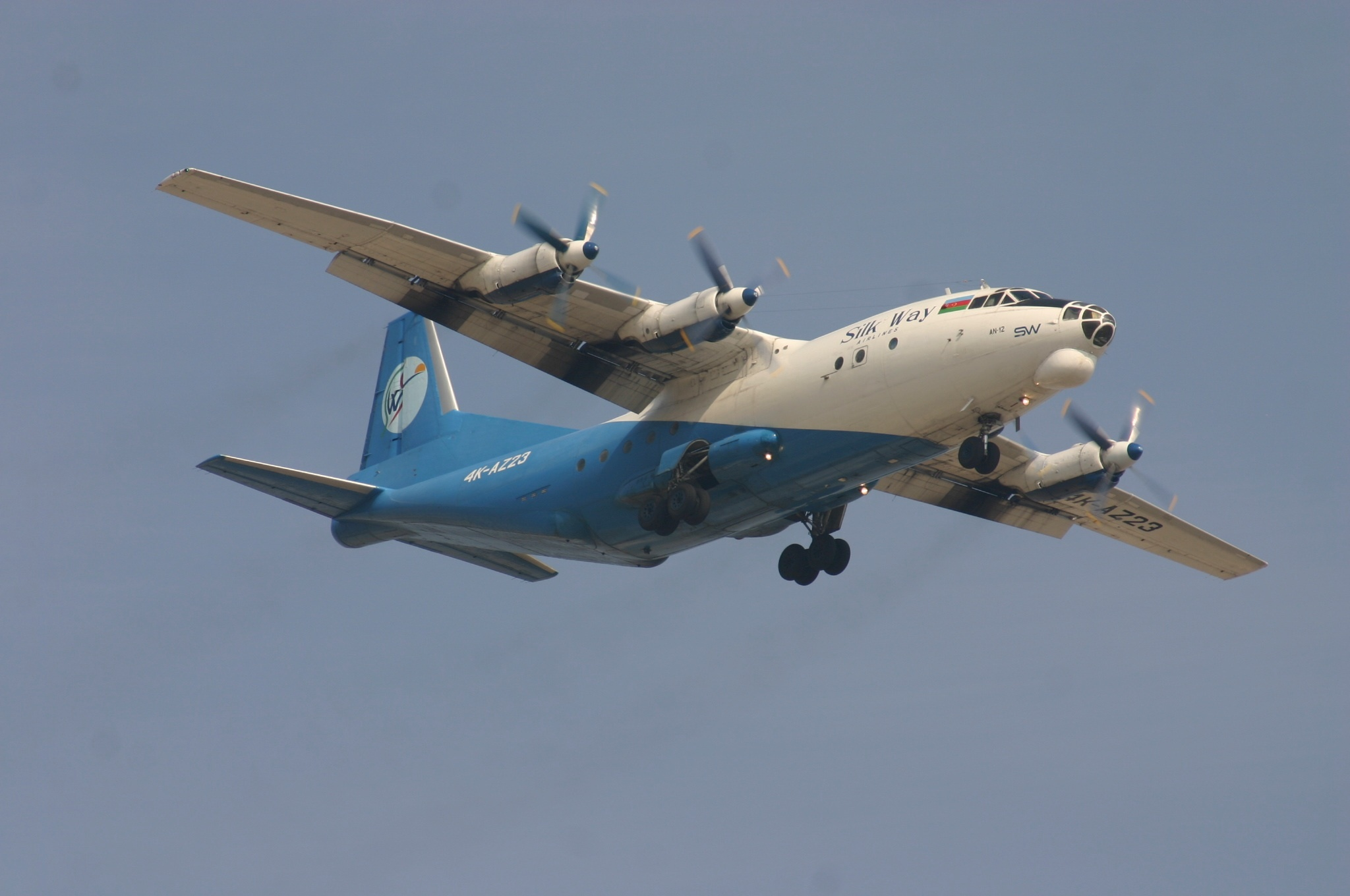
Un Antonov An-12 di Silk Way.

Silk Way Airlines è una compagnia aerea cargo azera con sede a Baku e base operativa presso l'aeroporto di Baku-Heydər Əliyev; opera servizi cargo collegando Europa ed Asia sia per enti governativi che per aziende private.

## Storia
La compagnia è stata fondata nel 2001 ed opera voli commerciali a partire dall'ottobre dello stesso anno.
Nell'aprile 2009 ottiene, prima compagnia aerea privata in Azerbaigian, la certificazione di qualità ISO 9001. Tra i suoi clienti principali vi è la Bundeswehr, che utilizza Silk Way per il trasporto di merci.
A fine 2011 ha aperto una base presso l'aeroporto di Francoforte-Hahn.
Nel mese di maggio 2015 la compagnia ha annunciato di aver effettuato un ordine per 10 Antonov An-178, diventandone così cliente di lancio.

## Flotta
Nel 2023 la flotta di Silk Way Airlines è composta da 5 velivoli.

| Aereo               | In servizio | In ordine | Note                      |
| ------------------- | ----------- | --------- | ------------------------- |
| Antonov An-178      | 0           | 10        | Ordinati il 7 maggio 2015 |
| Ilyushin Il-76      | 3           |           |                           |
| Ilyushin Il-76TD-90 | 2           |           |                           |
| Totale              | 5           | 10        |                           |

## Incidenti
- Il 7 novembre 2002 alle 11:30 locali, il volo Silk Way Airlines 4132, operato da un Antonov An-12 (registrato 4K-AZ21) è uscito di pista durante l'atterraggio all'aeroporto di N'Djamena, in Ciad. L'aereo è andato distrutto, ma i sei membri dell'equipaggio sono sopravvissuti.[6]
- Il 6 luglio 2011 alle 00:10 locali, il volo Silk Way Airlines 995, operato da un Ilyushin Il-76 (registrato 4K-AZ55), si è schiantato contro una montagna a 25 chilometri dalla base aerea di Bagram, in Afghanistan, uccidendo tutti i nove membri dell'equipaggio a bordo.[7]